# Динамо (футбольный клуб, Рига)
«Динамо» (латыш. Rīgas "Dinamo") — советский футбольный клуб из Риги. Основан в 1940 году. Последнее упоминание в 1960 году.

## Достижения
- в первой лиге — 2 место (в зональном турнире 1948 года);
- в кубке СССР — поражение в 1/8 финала (1946 год).